# Préfecture de Koundara
La préfecture de Koundara est une subdivision administrative de la région de Boké, en Guinée.
La ville de Koundara en est le chef-lieu actuel, sous l'administration coloniale française, le chef-lieu était la localité de Youkounkoun où résidait le chef de canton.
Située au nord du pays, cette préfecture est limitée au sud par la préfecture de Gaoual, à l'est par celle de Mali, à l'ouest par la Guinée-Bissau et au nord par le Sénégal.

## Subdivision administrative
La préfecture de Koundara est subdivisée en sept (7) sous-préfecture: Koundara-Centre, Guingan, Kamaby, Sambailo, Sareboido, Termesse et Youkounkoun.

## Population
En 2016, la préfecture comptait 138 898 habitants.

## Historique des préfet
| Nom et prénoms                        | Début            | fin         |
| ------------------------------------- | ---------------- | ----------- |
| Colonel Bangaly Condé                 |                  |             |
| Lieutenant-Colonel Abdourahmane Keïta | 28 novembre 2021 | à nos jours |